# Snow Cake
Snow Cake (Tortul de zăpadă) este un film de comedie romantică și dramă din 2006, coproducție britanico-canadiană în regia lui Marc Evans. Premiera filmului a avut loc în anul 2005, este o dramă după un scenariu de Angela Pell. Filmul a fost produs de studiourile Revolution Films și Rhombus Media. Snow Cake a fost prezentat la 9 februarie 2006 la Festivalul Internațional de Film de la Berlin.

## Acțiune
Alex Hughes, un englez care trăiește în Canada, el și-a pierdut fiul cu ani în urmă. Într-o zi ia în mașină pe tânăra autostopistă Vivienne, care voia să-și viziteze mama. Pe drum cei doi vor suferi un accident grav de circulație, în urma căruia Vivienne moare. Alex, care suferă încă de pe urma pierderii fiului său, are mustrări de conștiință. Pentru a-și ușura starea sufletească, el vizitează pe Linda, mama fetei care era autistă. Linda care trăiește într-o altă lume, are alte preocupări, nu realizează pierderea suferită. Alex rămâne însă până la înmormântarea fetei. Între timp cunoaște pe Maggie cu care are o aventură și căreia îi mărturisește că el a lovit mortal omul, care a cauzat moartea fiului său.

## Distribuție
- Alan Rickman: Alex
- Sigourney Weaver: Linda
- Carrie-Anne Moss: Maggie
- James Allodi: Clyde
- Emily Hampshire
- Callum Keith Rennie